# Temporada 2022 del Campeonato de Fórmula Regional Asiática
La temporada 2022 del Campeonato de Fórmula Regional Asiática fue la quinta edición de dicho campeonato y la primera con el nuevo nombre. Comenzó en enero en Yas Marina, Emiratos Árabes Unidos, y finalizó en febrero en el mismo circuito.
Arthur Leclerc logró el campeonato tras ganar la primera carrera de la última ronda.

## Equipos y pilotos
| Equipo                      | N.º | Pilotos             | Estado | Rondas   |
| --------------------------- | --- | ------------------- | ------ | -------- |
| Evans GP                    | 2   | Patrik Pasma        |        | 3-5      |
| Evans GP                    | 12  | Sami Meguetounif    | N      | 5        |
| Evans GP                    | 14  | Nicola Marinangeli  |        | Todas    |
| Evans GP                    | 30  | Michael Belov       |        | 3-5      |
| Evans GP                    | 74  | Cem Bölükbaşı       |        | 1        |
| Evans GP                    | 78  | Frederick Lubin     | N      | 1-3      |
| Abu Dhabi Racing by Prema   | 3   | Paul Aron           |        | Todas    |
| Abu Dhabi Racing by Prema   | 52  | Jak Crawford        |        | Todas    |
| Abu Dhabi Racing by Prema   | 66  | Khaled Al Qubaisi   | M      | Todas    |
| Abu Dhabi Racing by Prema   | 88  | Hamda Al Qubaisi    | N      | Todas    |
| Abu Dhabi Racing by Prema   | 99  | Amna Al Qubaisi     |        | Todas    |
| Hitech Grand Prix           | 4   | Gabriele Minì       |        | 1-2, 4-5 |
| Hitech Grand Prix           | 5   | Leonardo Fornaroli  | N      | 1-3      |
| Hitech Grand Prix           | 6   | Isack Hadjar        |        | Todas    |
| Hitech Grand Prix           | 7   | Joshua Dufek        | N      | 1-3      |
| Hitech Grand Prix           | 7   | Vladislav Lomko     | N      | 5        |
| Hitech Grand Prix           | 92  | Owen Tangavelou     | N      | 3-5      |
| BlackArts Racing            | 9   | Thomas Luedi        | M      | Todas    |
| BlackArts Racing            | 21  | Brice Morabito      | N      | 1        |
| BlackArts Racing            | 26  | Ido Cohen           |        | 1        |
| BlackArts Racing            | 26  | Pierre-Louis Chovet |        | 2-5      |
| BlackArts Racing            | 36  | Ido Cohen           |        | 4        |
| Mumbai Falcons India Racing | 10  | Dino Beganovic      |        | Todas    |
| Mumbai Falcons India Racing | 28  | Arthur Leclerc      |        | Todas    |
| Mumbai Falcons India Racing | 37  | Oliver Bearman      | N      | 4-5      |
| Mumbai Falcons India Racing | 46  | Sebastián Montoya   | N      | 1-3      |
| Evans GP Academy            | 11  | Levente Révész      | N      | Todas    |
| Evans GP Academy            | 77  | David Morales       | N      | Todas    |
| 3Y Technology by R-ace GP   | 15  | Oliver Goethe       |        | Todas    |
| 3Y Technology by R-ace GP   | 16  | Lorenzo Fluxá       |        | Todas    |
| 3Y Technology by R-ace GP   | 17  | Hadrien David       |        | 1-2      |
| 3Y Technology by R-ace GP   | 17  | Léna Bühler         |        | 4-5      |
| 3Y Technology by R-ace GP   | 18  | Gabriel Bortoleto   |        | 1-2      |
| 3Y Technology by R-ace GP   | 18  | Francesco Braschi   | N      | 3-5      |
| Pinnacle Motorsport         | 23  | Pepe Martí          | N      | Todas    |
| Pinnacle Motorsport         | 27  | Dilano van't Hoff   | N      | Todas    |
| Pinnacle Motorsport         | 34  | Salih Yoluç         | M      | Todas    |
| Pinnacle Motorsport         | 55  | Ayato Iwasaki       | N      | Todas    |
| Fuentes:                    |     |                     |        |          |

| Icono | Estado   |
| ----- | -------- |
| N     | Novato   |
| M     | Master   |
| I     | Invitado |

## Calendario
| Ronda   | Ronda | Circuito            | Fecha            |
| ------- | ----- | ------------------- | ---------------- |
| 1       | C1    | Circuito Yas Marina | 22 de enero      |
| 1       | C2    | Circuito Yas Marina | 23 de enero      |
| 1       | C3    | Circuito Yas Marina | 23 de enero      |
| 2       | C1    | Autódromo de Dubái  | 29-30 de enero   |
| 2       | C2    | Autódromo de Dubái  | 29-30 de enero   |
| 2       | C3    | Autódromo de Dubái  | 29-30 de enero   |
| 3       | C1    | Autódromo de Dubái  | 5-6 de febrero   |
| 3       | C2    | Autódromo de Dubái  | 5-6 de febrero   |
| 3       | C3    | Autódromo de Dubái  | 5-6 de febrero   |
| 4       | C1    | Autódromo de Dubái  | 12-13 de febrero |
| 4       | C2    | Autódromo de Dubái  | 12-13 de febrero |
| 4       | C3    | Autódromo de Dubái  | 12-13 de febrero |
| 5       | C1    | Circuito Yas Marina | 19-20 de febrero |
| 5       | C2    | Circuito Yas Marina | 19-20 de febrero |
| 5       | C3    | Circuito Yas Marina | 19-20 de febrero |
| Fuente: |       |                     |                  |

## Resultados
| Ronda | Ronda | Ronda        | Pole Position     | Vuelta rápida     | Piloto ganador    | Equipo ganador              | Ref.   |
| ----- | ----- | ------------ | ----------------- | ----------------- | ----------------- | --------------------------- | ------ |
| 1     | C1    | Yas Marina 1 | Sebastián Montoya | Hadrien David     | Sebastián Montoya | Mumbai Falcons India Racing | [ 5 ]  |
| 1     | C2    | Yas Marina 1 |                   | Isack Hadjar      | Gabriel Bortoleto | 3Y Technology by R-ace GP   | [ 6 ]  |
| 1     | C3    | Yas Marina 1 | Gabriele Minì     | Pepe Martí        | Gabriele Minì     | Hitech Grand Prix           | [ 7 ]  |
| 2     | C1    | Dubái 1      | Sebastián Montoya | Hadrien David     | Hadrien David     | 3Y Technology by R-ace GP   | [ 8 ]  |
| 2     | C2    | Dubái 1      |                   | Hadrien David     | Arthur Leclerc    | Mumbai Falcons India Racing | [ 9 ]  |
| 2     | C3    | Dubái 1      | Hadrien David     | Pepe Martí        | Hadrien David     | 3Y Technology by R-ace GP   | [ 10 ] |
| 3     | C1    | Dubái 2      | Sebastián Montoya | Sebastián Montoya | Sebastián Montoya | Mumbai Falcons India Racing | [ 11 ] |
| 3     | C2    | Dubái 2      |                   | Dino Beganovic    | Dino Beganovic    | Mumbai Falcons India Racing | [ 12 ] |
| 3     | C3    | Dubái 2      | Dilano van't Hoff | Sebastián Montoya | Arthur Leclerc    | Mumbai Falcons India Racing | [ 13 ] |
| 4     | C1    | Dubái 3      | Paul Aron         | Paul Aron         | Isack Hadjar      | Hitech Grand Prix           | [ 14 ] |
| 4     | C2    | Dubái 3      |                   | Jak Crawford      | Patrik Pasma      | Evans GP                    | [ 15 ] |
| 4     | C3    | Dubái 3      | Paul Aron         | Dino Beganovic    | Arthur Leclerc    | Mumbai Falcons India Racing | [ 16 ] |
| 5     | C1    | Yas Marina 2 | Arthur Leclerc    | Arthur Leclerc    | Arthur Leclerc    | Mumbai Falcons India Racing | [ 17 ] |
| 5     | C2    | Yas Marina 2 |                   | Isack Hadjar      | Gabriele Minì     | Hitech Grand Prix           | [ 18 ] |
| 5     | C3    | Yas Marina 2 | Isack Hadjar      | Gabriele Minì     | Isack Hadjar      | Hitech Grand Prix           | [ 19 ] |

## Clasificaciones

### Sistema de puntuación
| Posición | 1.º | 2.º | 3.º | 4.º | 5.º | 6.º | 7.º | 8.º | 9.º | 10.º |
| Puntos   | 25  | 18  | 15  | 12  | 10  | 8   | 6   | 4   | 2   | 1    |

### Campeonato de Pilotos
| Pos. | Piloto              | YMC1 | YMC1 | YMC1 | DUB1 | DUB1 | DUB1 | DUB2 | DUB2 | DUB2 | DUB3 | DUB3 | DUB3 | YMC2 | YMC2 | YMC2 | Puntos |
| ---- | ------------------- | ---- | ---- | ---- | ---- | ---- | ---- | ---- | ---- | ---- | ---- | ---- | ---- | ---- | ---- | ---- | ------ |
| 1    | Arthur Leclerc      | 3    | 3    | 5    | 9    | 1    | 7    | 2    | 3    | 1    | 4    | 5    | 1    | 1    | 3    | 14   | 218    |
| 2    | Pepe Martí          | Ret  | Ret  | 4    | 2    | 7    | 2    | 4    | 4    | 2    | 3    | 4    | 3    | 12   | 4    | 6    | 158    |
| 3    | Isack Hadjar        | 4    | 16†  | 3    | 8    | 3    | 3    | 5    | 11   | Ret  | 1    | 11   | 10   | 4    | 25   | 1    | 134    |
| 4    | Gabriele Minì       | 2    | Ret  | 1    | Ret  | 13   | 4    |      |      |      | 5    | 7    | 4    | 8    | 1    | 2    | 130    |
| 5    | Dino Beganovic      | 5    | Ret  | 11   | 5    | 2    | 5    | 3    | 1    | 15   | Ret  | 14   | 27†  | 2    | 2    | 7    | 130    |
| 6    | Jak Crawford        | 11   | 7    | 2    | 4    | 9    | 6    | 12   | 7    | 12   | 6    | 2    | 6    | 3    | Ret  | 4    | 113    |
| 7    | Sebastián Montoya   | 1    | 4    | 10   | 3    | Ret  | 19   | 1    | 9    | 4    |      |      |      |      |      |      | 92     |
| 8    | Paul Aron           | Ret  | 15   | 7    | 15   | 10   | 23   | 6    | 14   | Ret  | 2    | 8    | 2    | 5    | Ret  | 3    | 80     |
| 9    | Hadrien David       | Ret  | Ret  | 9    | 1    | 4    | 1    |      |      |      |      |      |      |      |      |      | 64     |
| 10   | Lorenzo Fluxá       | 6    | 2    | 8    | 13   | 5    | 9    | 11   | 5    | 8    | 11   | 9    | 16   | 16   | 9    | 8    | 64     |
| 11   | Patrik Pasma        |      |      |      |      |      |      | 13   | 8    | 5    | 9    | 1    | 7    | 7    | Ret  | 5    | 63     |
| 12   | Michael Belov       |      |      |      |      |      |      | 10   | 2    | 6    | 15   | 6    | 5    | 14   | 6    | 9    | 55     |
| 13   | Dilano van't Hoff   | DNS  | DNS  | DNS  | 7    | Ret  | 24†  | 7    | 6    | 3    | 8    | 13   | 12   | 9    | 5    | 11   | 51     |
| 14   | Gabriel Bortoleto   | 10   | 1    | 6    | 6    | Ret  | 8    |      |      |      |      |      |      |      |      |      | 46     |
| 15   | Oliver Bearman      |      |      |      |      |      |      |      |      |      | 7    | 3    | 24   | 6    | Ret  | 13   | 29     |
| 16   | Pierre-Louis Chovet |      |      |      | 10   | 6    | 12   | 8    | 12   | 7    | 12   | 10   | 11   | 10   | 8    | 10   | 26     |
| 17   | Leonardo Fornaroli  | 8    | 5    | 22†  | 11   | 8    | 11   | 9    | 26†  | 9    |      |      |      |      |      |      | 22     |
| 18   | Joshua Dufek        | 9    | 6    | 16   | 12   | 16   | 10   | 16   | 27†  | 10   |      |      |      |      |      |      | 12     |
| 19   | Frederick Lubin     | 7    | 8    | 21   | 16   | 12   | 14   | 17   | 19   | 18   |      |      |      |      |      |      | 10     |
| 20   | Sami Meguetounif    |      |      |      |      |      |      |      |      |      |      |      |      | 13   | 7    | 12   | 6      |
| 21   | Ido Cohen           | WD   | WD   | WD   |      |      |      |      |      |      | 25†  | 26†  | 8    | 27   | 11   | 17   | 4      |
| 22   | Francesco Braschi   |      |      |      |      |      |      | Ret  | 15   | 14   | 10   | 19   | 9    | 11   | 23   | 21   | 3      |
| 23   | Levente Révész      | 13   | 9    | 12   | 18   | 14   | 13   | 15   | 13   | Ret  | 18   | 21   | 17   | 20   | 14   | 16   | 2      |
| 24   | Nicola Marinangeli  | Ret  | Ret  | 13   | 14   | 11   | 15   | 14   | 10   | 11   | 14   | 17   | 13   | Ret  | 13   | 18   | 1      |
| 25   | Oliver Goethe       | Ret  | 14   | 18   | 19   | DNS  | DNS  | 23   | 18   | 13   | 13   | 12   | 14   | 17   | 10   | 19   | 1      |
| 26   | Amna Al Qubaisi     | 14   | 10   | Ret  | Ret  | 19   | 17   | 21   | 21   | DNS  | 20   | 20   | 20   | Ret  | 18   | Ret  | 1      |
| 27   | Ayato Iwasaki       | 15   | 11   | 15   | 21   | 18   | 18   | 19   | 25   | 17   | 22   | 16   | 23   | 19   | 16   | 22   | 0      |
| 28   | Hamda Al Qubaisi    | 12   | Ret  | 14   | 20   | 17   | 16   | 18   | 16   | 16   | 17   | Ret  | 18   | 18   | 17   | 23   | 0      |
| 29   | Léna Bühler         |      |      |      |      |      |      |      |      |      | 26†  | 18   | 15   | 15   | 12   | Ret  | 0      |
| 30   | Brice Morabito      | 18   | 12   | 17   |      |      |      |      |      |      |      |      |      |      |      |      | 0      |
| 31   | Thomas Luedi        | 19   | 13   | 20   | 24†  | 22   | 22   | 26†  | 24   | 22   | 24   | 22   | 22   | 26   | 24   | 26   | 0      |
| 32   | Owen Tangavelou     |      |      |      |      |      |      | 20   | 17   | 20   | 16   | 15   | 25   | 23   | 20   | 15   | 0      |
| 33   | David Morales       | 20†  | 17†  | Ret  | 17   | 15   | Ret  | 24   | 20   | 19   | 19   | 25   | 19   | 22   | 19   | 20   | 0      |
| 34   | Vladislav Lomko     |      |      |      |      |      |      |      |      |      |      |      |      | 21   | 15   | 24   | 0      |
| 35   | Khaled Al Qubaisi   | 16   | Ret  | 19   | 22   | 20   | 20   | 22   | 23   | 23   | 23   | 23   | 21   | 24   | 22   | Ret  | 0      |
| 36   | Salih Yoluç         | 17   | Ret  | Ret  | 23   | 21   | 21   | 25   | 22   | 21   | 21   | 24   | 26†  | 25   | 21   | 25   | 0      |
| NC   | Cem Bölükbaşı       | Ret  | Ret  | Ret  |      |      |      |      |      |      |      |      |      |      |      |      | 0      |
| Pos. | Piloto              | YMC1 | YMC1 | YMC1 | DUB1 | DUB1 | DUB1 | DUB2 | DUB2 | DUB2 | DUB3 | DUB3 | DUB3 | YMC2 | YMC2 | YMC2 | Puntos |

| Color     | Resultado                                                               |
| --------- | ----------------------------------------------------------------------- |
| Oro       | Ganador                                                                 |
| Plata     | 2.ª plaza                                                               |
| Bronce    | 3.ª plaza                                                               |
| Verde     | Finalizó en los puntos                                                  |
| Azul      | Finalizó sin puntos                                                     |
| Azul      | NC - No clasificado                                                     |
| Violeta   | Ret - No terminó (Carrera)                                              |
| Rojo      | DNQ - No se clasificó                                                   |
| Negro     | DSQ - Descalificado                                                     |
| Blanco    | DNS - No empezó (carrera)                                               |
| Blanco    | WD - Retirado (fin de semana)                                           |
| Blanco    | C - Carrera cancelada                                                   |
| Sin color | DNP - Inscrito pero no participó                                        |
| Sin color | INJ - Lesionado                                                         |
| Sin color | EX - Excluido                                                           |
| Estado    | Resultado                                                               |
| Negrita   | Pole position                                                           |
| Cursiva   | Vuelta rápida                                                           |
| †         | Abandona, pero clasifica al completar el porcentaje requerido para ello |

Fuente: FR Asia.

### Copa de Novatos
| Pos. | Piloto             | Puntos |
| ---- | ------------------ | ------ |
| 1    | Pepe Martí         | 298    |
| 2    | Dilano van't Hoff  | 167    |
| 3    | Sebastián Montoya  | 145    |
| 4    | Levente Révész     | 131    |
| 5    | Leonardo Fornaroli | 104    |
| 6    | Joshua Dufek       | 89     |
| 7    | Hamda Al Qubaisi   | 89     |
| 8    | Oliver Bearman     | 84     |
| 9    | Frederick Lubin    | 79     |
| 10   | Francesco Braschi  | 76     |
| 11   | Ayato Iwasaki      | 76     |
| 12   | David Morales      | 52     |
| 13   | Owen Tangavelou    | 43     |
| 14   | Sami Meguetounif   | 40     |
| 15   | Brice Morabito     | 16     |
| 16   | Vladislav Lomko    | 12     |

Fuente: FR Asia.

### Copa Master
| Pos. | Piloto            | Puntos |
| ---- | ----------------- | ------ |
| 1    | Khaled Al Qubaisi | 287    |
| 2    | Salih Yoluç       | 263    |
| 3    | Thomas Luedi      | 257    |

Fuente: FR Asia.

### Campeonato de Equipos
| Pos. | Piloto                      | Puntos |
| ---- | --------------------------- | ------ |
| 1    | Mumbai Falcons India Racing | 348    |
| 2    | Hitech Grand Prix           | 264    |
| 3    | Pinnacle Motorsport         | 209    |
| 4    | Abu Dhabi Racing by Prema   | 193    |
| 5    | 3Y Technology by R-ace GP   | 128    |
| 6    | Evans GP                    | 118    |
| 7    | BlackArts Racing            | 30     |
| 8    | Evans GP Academy            | 8      |

Fuente: FR Asia.

### Citas
1. ↑  Gascoigne, Roger (19 de febrero de 2022). «Leclerc crowned FRAC champion with victory at Yas Marina». FormulaScout.com (en inglés). Consultado el 19 de febrero de 2022.
2. ↑  Scout, Formula (18 de enero de 2022). «2022 Formula Regional Asian Championship preview». Formula Scout (en inglés estadounidense). Consultado el 20 de enero de 2022.
3. ↑  «Formula Regional Asian Championship Announces 28-Strong Entry for Yas Marina - automobilsport.com». www.automobilsport.com. Consultado el 20 de enero de 2022.
4. ↑  «2022 calendar». F1 Feeder Series (en inglés). 15 de febrero de 2019. Consultado el 20 de enero de 2022.
5. ↑  «Triunfa en Yas Marina Sebastián Montoya en su primera carrera en Fórmula Regional». www.escuderiatelmex.com. Consultado el 23 de enero de 2022.
6. ↑  «Formula Regional Asia | Abu Dhabi #1 2022: Gabriel Bortoleto vince Gara 2 | P300.it». www.p300.it (en it-IT). Consultado el 23 de enero de 2022.
7. ↑  «Formula Regional Asia | Abu Dhabi #1 2022: Minì domina Gara 3, paura per un incidente al via | P300.it». www.p300.it (en it-IT). Consultado el 23 de enero de 2022.
8. ↑  Edwards, Jordan (29 de enero de 2022). «Hadrien David takes controlling FRAC win at Dubai Autodrome». FormulaScout.com (en inglés). Consultado el 29 de enero de 2022.
9. ↑  Edwards, Jordan (30 de enero de 2022). «Leclerc claims FRAC points lead with race two win at Dubai Autodrome». FormulaScout.com (en inglés). Consultado el 30 de enero de 2022.
10. ↑  Edwards, Jordan (30 de enero de 2022). «David ends his two rounds in FRAC with second win». FormulaScout.com (en inglés). Consultado el 30 de enero de 2022.
11. ↑  «¡Sebastián Montoya, intratable! Nuevo triunfo en la Regional Asiática». ElTiempo.com. 5 de febrero de 2022. Consultado el 5 de febrero de 2022.
12. ↑  Edwards, Jordan (6 de febrero de 2022). «Beganovic charges from eighth for dominant first FRAC win». FormulaScout.com (en inglés). Consultado el 6 de febrero de 2022.
13. ↑  Botticelli, Daniele (6 de febrero de 2022). «Formula Regional Asia | Dubai #2 2022: Arthur Leclerc vince Gara 3 e allunga in campionato». P300.it (en italiano). Consultado el 6 de febrero de 2022.
14. ↑  Edwards, Jordan (12 de febrero de 2022). «Hadjar takes FRAC win in Dubai under pressure from Aron». FormulaScout.com (en inglés). Consultado el 12 de febrero de 2022.
15. ↑  Edwards, Jordan (13 de febrero de 2022). «Pasma wins in FRAC as Crawford storms up order to second». FormulaScout.com (en inglés). Consultado el 13 de febrero de 2022.
16. ↑  Forbes, Gonzalo (13 de febrero de 2022). «FRAC – Course 3 : Leclerc s’impose à Dubaï et se rapproche du titre». AutoHebdo.fr (en francés). Consultado el 13 de febrero de 2022.
17. ↑  Botticelli, Daniele (19 de febrero de 2022). «Formula Regional Asia | Abu Dhabi #2 2022: Arthur Leclerc domina Gara 1 e conquista il titolo». P300.it (en italiano). Consultado el 19 de febrero de 2022.
18. ↑  «Leclerc ya es campeón de la Fórmula Regional Asiática y Martí consigue el subcampeonato». SoyMotor.com. Consultado el 19 de febrero de 2022.
19. ↑  Botticelli, Daniele (20 de febrero de 2022). «Formula Regional Asia | Abu Dhabi #2 2022: Isack Hadjar conquista Gara 3 su Minì». P300.it (en italiano). Consultado el 20 de febrero de 2022.
20. 1 2 3 4  «2022 - F3 Asian Championship Certified by FIA». Campeonato de Fórmula Regional Asiática (en inglés). Consultado el 20 de febrero de 2022.